# Jillian Gallays
Jillian Gallays (Humboldt, 20 de octubre de 1986) es una deportista canadiense que compite en lucha libre. Ganó una medalla de bronce en el Campeonato Mundial de Lucha de 2014, en la categoría de 53 kg.

## Palmarés internacional
| Campeonato Mundial | Campeonato Mundial   | Campeonato Mundial | Campeonato Mundial |
| Año                | Lugar                | Medalla            | Categoría          |
| ------------------ | -------------------- | ------------------ | ------------------ |
| 2014               | Taskent (Uzbekistán) | Medalla de bronce  | 53 kg              |